# Ceroplesis orientalis
Ceroplesis orientalis es una especie de escarabajo longicornio del género Ceroplesis, subfamilia Lamiinae. Fue descrita científicamente por Herbst en 1786.
Se distribuye por Mozambique, Tanzania, República Democrática del Congo, Togo, Zimbabue, Somalia, Angola, Namibia, República Sudafricana, Malaui, Kenia, Gabón, Camerún y Sierra Leona. Mide 21-35 milímetros de longitud. El período de vuelo de esta especie ocurre en los meses de enero, septiembre y diciembre.
Parte de la dieta de Ceroplesis orientalis se compone de plantas de la familia Myrtaceae y la subfamilia Mimosoideae.